# طائفة طرطوشة
طائفة طرطوشة هي إحدى ممالك الطوائف أسسها لبيب الصقلبي أحد الفتيان الصقالبة العامريين أثناء فتنة الأندلس، وتعاقب عليها عدد من الفتيان العامريين حتى استولى عليها المقتدر بن هود صاحب سرقسطة عام 452 هـ.

## تاريخ الطائفة
بعد مقتل عبد الرحمن شنجول عام 399 هـ، واشتعال الفتنة في الأندلس، فرّ عدد من الفتيان العامرييين شرقي الأندلس، وأسسوا عددا من إمارات الطوائف. كان من بين هؤلاء الفتى لبيب العامري الذي نجح في الاستقلال بثغر طرطوشة وأسس فيها إمارته.
حاول المنذر بن يحيى التجيبي صاحب سرقسطة انتزاع طرطوشة من لبيب العامري، إلا أن لبيب استغاث بمبارك الصقلبي صاحب بلنسية، ونجحا في رد المنذر. حكم لبيب طرطوشة حتى وفاته عام 433 هـ، فخلفه في حكمها الفتى مقاتل العامري حتى وفاته عام 445 هـ، ومن بعد الفتى يعلي ثم الفتى نبيل. وفي عام 452 هـ، حاصر المقتدر بن هود صاحب سرقسطة الثغر، فسلمها له الفتى نبيل.
ظلت طرطوشة جزءا من طائفة سرقسطة طوال عهد المقتدر، إلا أنه حين حضرته الوفاة عام 474 هـ، قسم إمارته بين ولديه يوسف المؤتمن الذي خصّه بسرقسطة وأعمالها، والمنذر الذي تولى حكم دانية وطرطوشة ولاردة ومنتشون. وبعد وفاة المنذر عام 483 هـ، خلفه في الحكم ولده سليمان سعد الدولة، الذي لم يمر عليه سوى عامين في الحكم حتى اجتاح المرابطون ملكه واستولوا على أراضيه ومن بينها طرطوشة.

## حكام الطائفة
- لبيب الصقلبي (حتى عام 433 هـ)
- مقاتل الصقلبي (433 هـ - 445 هـ)
- يعلى الصقلبي (445 هـ - 448 هـ)
- نبيل الصقلبي (448 هـ - 452 هـ)

ضمتها طائفة سرقسطة
- المنذر بن هود (474 هـ - 483 هـ)
- سعد الدولة سليمان بن المنذر بن هود (483 هـ - 485 هـ)

ضمها المرابطون